# 第24回わが心の大阪メロディー
『第24回わが心の大阪メロディー』は、2024年11月5日にNHK総合で全国に（NHKワールド・プレミアムで海外へ）生放送された音楽特別番組。会場は大阪のNHK大阪ホール。

## 概要
歌手による名曲・名演と、大阪発ならではの企画で、歌あり笑いありのエンターテインメントショーを全国に発信することがコンセプト。詳細後述。

## 司会者
- 今田耕司
- ファーストサマーウイカ （この年の大河ドラマ『光る君へ』の清少納言役）

今田は3年連続の司会、ウイカは初司会。
リポーター
- 坂本聡 （NHK神戸アナウンサー）

## 出演者
- 出演：磯村アメリ、NMB48、OSK日本歌劇団、丘みどり、岡本夏美、オール巨人、上沼恵美子、川中美幸、こっちのけんと、谷藤海咲、田村芽実、超特急、DJ KOO、天童よしみ、平野綾、前川清、みりちゃむ、ラニーノーズ

【ゲスト】IKKO、ゴリけん、斉藤優（パラシュート部隊）、島田珠代、菅生新樹、ミャクミャク

## 当日の主なステージ
- こっちのけんとは連続テレビ小説『おむすび』に出演中の菅生新樹と兄弟初共演。「はいよろこんで」を母校の箕面自由学園在校生のダンスとともに披露した。
- 平野綾が初出演。京都すばる高校吹奏楽部の演奏とともに関西ゆかりのアニメ『涼宮ハルヒの憂鬱』の映像とともにGod Knows…を披露。XではGod Knowsがトレンド入りした[1]。
- 『おむすび』からは他にハギャレンの4人（岡本夏美、 谷藤海咲、田村芽実、 みりちゃむ）が DJ KOOのリミックスに合わせてパラパラを披露した。
- NMB48は新曲「がんばらぬわい」をテレビ初披露。翌年に開催を控えスペシャルサポーターを務める「2025大阪・関西万博」のコーナーでは「黒ネコのタンゴ」を披露した。
- 前川清は、翌年で発災から30年となる阪神・淡路大震災で被災地を励ました曲「そして、神戸」を歌唱した。
- エンディングでは、上沼恵美子がこの年逝去したキダ・タローの楽曲「ふるさとのはなしをしよう」を披露した。